# Thomas Bohrmann
Thomas Bohrmann (* 1965) ist ein deutscher Theologe. Seit 2008 hat er die Professur für Katholische Theologie mit dem Schwerpunkt Angewandte Ethik  an der Fakultät für Staats- und Sozialwissenschaften der Universität der Bundeswehr München in Neubiberg inne, welche er bereits seit 2004 vertreten hatte.

## Leben
Nach dem Abitur studierte Bohrmann von 1985 bis 1987 Katholische Theologie an der Rheinischen Friedrich-Wilhelms-Universität in Bonn. Ab 1987 setzte er sein Theologiestudium an der Ludwig-Maximilians-Universität München fort, das er 1991 mit dem Diplom in Theologie abschloss. Parallel dazu begann Bohrmann 1987 ein Zweitstudium in Soziologie. Dieses schloss er 1994 ebenfalls mit dem Diplom ab.
Von 1994 bis 1997 folgten mehrere Praktika in der Werbung und Marktforschung u. a. bei der Freiwilligen Selbstkontrolle Fernsehen (FSF) in Berlin und in der Abteilung für Jugendschutz und Programmberatung bei Pro Sieben in München-Unterföhring. 1997 promovierte Bohrmann bei Alois Baumgartner zum Dr. theol. mit der Arbeit Ethik – Werbung – Mediengewalt. Werbung im Umfeld von Gewalt im Fernsehen. Eine sozialethische Programmatik. 1997 bis 2003 war er wissenschaftlicher Assistent am Lehrstuhl für Christliche Sozialethik an der Ludwig-Maximilians-Universität München. Begleitend dozierte er in Passau, Fribourg und an der Münchner Fachhochschule. 2002 habilitierte Bohrmann mit der Schrift Organisierte Gesundheit. Das deutsche Gesundheitswesen als sozialethisches Problem. Im Anschluss daran lehrte er als Privatdozent und wissenschaftlicher Oberassistent an der Ludwig-Maximilians-Universität München am Lehrstuhl von Alois Baumgartner. 2006 wurde er zum Diakon und 2007 zum Priester geweiht.

## Forschungsschwerpunkte
Seinen Forschungsschwerpunkt legt Bohrmann auf Fragestellungen der Angewandten Ethik. Dazu zählen im Besonderen Fragen der Medienethik (v. a. zu Gewalt in den Medien), der Ethik der Werbung und der Ethik des Gesundheitswesens. Darüber hinaus bildet das Themenfeld Theologie und Populärkultur einen thematischen Schwerpunkt in Bohrmanns Forschungstätigkeit.
Seit Herbst 2009 widmet sich Thomas Bohrmann intensiv der Konzeptionalisierung einer Militärischen Berufsethik. Dazu wurde am Institut für Theologie und Ethik der Universität der Bundeswehr München die Forschungsstelle Militärische Berufsethik eingerichtet. Diese hat es sich zur Aufgabe gemacht, wichtige Impulse für die inhaltliche Ausgestaltung der berufsethischen Bildung und Ausbildung in den deutschen Streitkräften zu geben.

## Schriften (Auswahl)
Monographien
- Ethik – Werbung – Mediengewalt. Werbung im Umfeld von Gewalt im Fernsehen. Eine sozialethische Programmatik. Mit einem Vorwort von Alois Baumgartner, Reinhard Fischer Verlag, München 1997, ISBN 3-88927-211-8.
- Organisierte Gesundheit. Das deutsche Gesundheitswesen als sozialethisches Problem (= Sozialwissenschaftliche Abhandlungen der Görres-Gesellschaft. Bd. 26.). Duncker & Humblot, Berlin 2003, ISBN 3-428-11019-6.

Herausgeberschaft
- mit Thomas Hausmanninger: Mediale Gewalt. Interdisziplinäre und ethische Perspektiven (= UTB. 8216). Fink (UTB), München 2002, ISBN 3-8252-8216-3.
- mit Konrad Hilpert: Solidarische Gesellschaft. Christliche Sozialethik als Aufgabe zur Weltgestaltung im Konkreten. Festschrift für Alois Baumgartner. Pustet, Regensburg 2006, ISBN 3-7917-2030-9.
- mit Werner Veith, Stephan Zöller: Handbuch Theologie und Populärer Film. 3 Bände, Schöningh, Paderborn u. a. 2007 ff., ISBN 978-3-506-78444-5.

- Band 1, 2007, ISBN 978-3-506-72963-7.
- Band 2, 2009, ISBN 978-3-506-76733-2.
- Band 3, 2012, ISBN 978-3-506-77535-1.

- mit Jochen Bohn: Religion als Lebensmacht. Eine Festgabe für Gottfried Küenzlen (= Schriften der Evangelischen Seelsorge in der Bundeswehr). Evangelische Verlagsanstalt, Leipzig 2010, ISBN 978-3-374-02780-4.
- mit Karl-Heinz Lather, Friedrich Lohmann: Handbuch militärische Berufsethik. 2 Bände, Springer VS, Wiesbaden 2013 f.

- Band 1: Grundlagen. 2013, ISBN 978-3-531-17715-1.
- Band 2: Anwendungsfelder. 2014, ISBN 978-3-658-06341-2.

- mit Matthias Reichelt, Werner Veith: Angewandte Ethik und Film. Springer VS, Wiesbaden 2018, ISBN 978-3-658-20390-0.